# Йоан Оливер
Йоан Оливер е сръбски феодален владетел от XIV век, притежавал земи в Овче поле и по левия бряг на Вардар около Щип.

## Биография
Произходът на Оливер е неясен. Някои учени смятат, че е от западен произход, а други го свързват с византийската фамилия Ливерос (ο Λίβερος). Съществуващото мнението, че деспот Оливер е брат на севастократор и деспот Деян, североизточен негов съсед е отхвърлено. В хода на сръбските завоевания в Македония този феодал очевидно е взел дейно участие, което спомага за издигането му до един от най-приближените Душанови велможи.
Първият източник за Оливер е от времето на крал Стефан Душан - на 28 юни 1336 година пред дубровнишкия княз Никола Фалетра излиза
| „ | Oliver Gherchininich baro domini Regis Raxie et center Charavide | “ |

Издигането на Оливер се свързва с преговорите между византийския император Андроник III Палеолог и сръбския крал Стефан Душан в 1334 и 1336 година, по време на които той вероятно се сприятелява с Йоан Кантакузин. Земите му тогава вероятно обхващат Злетово и Овче поле. Оливер бързо се издига в кариерата и минава всички степени на сръбската дворцова йерархия – от началник до деспот: отначало бил „велик челник”, после „велик слуга” и „велик воевода”, за да достигне след април 1346 година най-висшите титли — севастократор и деспот
На 7 декември 1336/1337 година Оливер издава грамота на църквата „Свети Димитър“ в Кочани, подписана като „велики слуга све српске земље и поморске“. Грамотата е владетелска – с кръстове в началото на текста и преди подписа, което може да се смята за знак за относителен суверинитет, с който са се ползвали „краищниците“ - управителите на пограничните области, отговарящи на германските маркграфове и френските маркизи.
По отношение на земите управлявани от Оливер има различни гледища. В 1341 година държи района на Кочани, а в 1342 година е присъединено и Овче поле. Според Христо Матанов „Точните граници на неговите владения все още не са установени с необходимата прецизност, но по всичко изглежда, че те са се простирали между реките Пчиня, Вардар, Брегалиница и Осоговската планина, а след отстраняването и смъртта на Хрельо деспот Оливер вероятно е присъединил и част от неговите земи“. Още в 1341 година като велик слуга Оливер самостоятелно завладява области и на него, а не на сръбския владетел се предавт някои от местните византийски феодали. За един такъв феодал на име Тодор се споменава в Оливеровата грамота от 1341 година на манастира „Свети Димитър“ в Кочани. В началото на 40-те години Оливер възобновява храма на българския светец св. Гаврил Лесновски и става негов ктитор заедно със съпругата си Ана Мария и децата си [112]. Неговият портрет и портретите на членовете на семейството му са изобразени като ктитори и в параклиса „Св. Иван Предтеча” в катедралния храм „Св. София” в Охрид [113].
В грамотата на Лесновския манастир от 1341 година се споменава „велик войвода Йоан Оливер със съпруга Ана-Мария и син Крайко“. Манастирът на българския светец Гаврил Лесновски е възстановен от Оливер, който става негов ктитор.
Също като „велик войвода“ е споменат и в ктиторския надпис от Лесново и в миней от 1342 година, писан по заповед на „великия войвода Йоан Оливер“. На монограма в кубето на притвора на църквата на Лесновския манастир Оливер е изобразен като „севастократор“ със съпругата си Ана-Мария. Като „деспот“ е споменат за пръв път в Душановата грамота на Лесновския манастир: „и подари деспот царства ми...“ Неговият портрет и портретите на членовете на семейството му са изобразени като ктитори и в параклиса „Свети Йоан Предтеча“ в катедралния храм „Света София“ в Охрид.
От съпругата си Ана Мария има 7 деца – Даница, предложена за съпруга на Матей Кантакузин, Крайко, Дамян, Видослава, Дабижив, Гусин и Оливер.
След 1355 година историческите сведения за деспот Йоан Оливер и за неговия брат Богдан, споменат от Кантакузин във връзка със събитията от 1342 г., се губят. Лаоник Халкокондил споменава за някой си Богдан в своя „списък“ на наследниците на Стефан Душан, и то като за владетел на земите между Сяр и Вардар, а ранните османски регистри са съхранили названието на вилаетите „Богдан“ и „Оливер“ („Оливера“) в Южна Македония. Матанов предполага, че след 1354-1355 година деспот Оливер или е умрял, или се е замонашил.
Съгласно една бележка в Оливеровия миней „Оливер деспот“ починал на 6 септември. Годината на смъртта му не се съобщава.